# 루이스 스미스 (체조 선수)
루이스 앤트완 스미스 MBE(영어: Louis Antoine Smith MBE, 1989년 4월 22일~)는 영국의 전직 체조 선수로 올림픽에 3회 참가하여 은메달 2개, 동메달 2개를 획득했다. 그는 2008년 하계 올림픽에서 남자 안마 동메달, 2012년 하계 올림픽에서 남자 안마 은메달, 남자 단체전 동메달, 2016년 하계 올림픽에서 남자 안마 은메달을 획득했다. 또한 세계 선수권 대회에서 은메달 3개, 동메달 2개, 유럽 선수권 대회에서 금메달 2개, 은메달 5개, 코먼웰스 게임에서 금메달 2개, 동메달 2개를 획득했다.